# АЭС Фуген
АЭС Фуген (яп. ふげん) — закрытая атомная электростанция в Японии.
Станция расположена на западе японского острова Хонсю в непосредственной близости от АЭС Цуруга в префектуре Фукуи.
В 1972 году здесь было заложено строительство экспериментального ядерного реактора (ATR) с тяжеловодным замедлителем и возможностью использования, так называемого, MOX-топлива. Реактор на АЭС Фуген стал первым в мире, который стал работать на MOX-топливе. Строительство реактора закончилось в 1978 году, когда он и был запущен. Мощность составила 165 МВт. 
Само название станции — Фуген — происходит от японского имени буддийского бога Самантабхадра – прародителя всех будд. Тем самым этот экспериментальный реактор, должен был стать прародителем всех новых ректоров японской атомной энергетики. Стоит отметить, что первой коммерческой АЭС, планируемой к работе только с MOX-топливом – одним из «детей» реактора Фуген — должна была стать АЭС Ома, но ее строительство замедлилось, а дата запуска отложилась, после ужесточения требований по безопасности к японским АЭС после аварии на Фукусиме. 
Атомный реактор на АЭС доработал до 29 марта 2003 года, когда был официально закрыт.

## Инциденты
14-16 апреля 1997 года в течение 30 часов происходила утечка трития. Последующие проверки показали, что это был уже 11 подобный инцидент на АЭС Фуген.
8 апреля 2002 года вырвались около 200 кубометров пара из парогенератора. Реактор был автоматически остановлен. Ремонтные работы показали, что стенки труб были значительно тоньше заложенных по расчетам. Стоит напомнить, что по той же причине произошла авария на АЭС Михама в Японии.

## Информация об энергоблоках
| Энергоблок | Тип реакторов | Мощность | Мощность | Начало строительства | Физпуск    | Подключение к сети | Ввод в эксплуатацию | Закрытие   |
| Энергоблок | Тип реакторов | Чистый   | Брутто   | Начало строительства | Физпуск    | Подключение к сети | Ввод в эксплуатацию | Закрытие   |
| ---------- | ------------- | -------- | -------- | -------------------- | ---------- | ------------------ | ------------------- | ---------- |
| Фуген      | HWLWR, ATR    | 148 МВт  | 165 МВт  | 10.05.1972           | 20.03.1978 | 29.07.1978         | 20.03.1979          | 29.03.2003 |